# Roodsnaveltangare
De roodsnaveltangare (Lamprospiza melanoleuca) is een zangvogel uit de familie Thraupidae (tangaren).

## Verspreiding en leefgebied
Deze soort komt voor in amazonisch Brazilië, aangrenzend noordelijk Bolivia, oostelijk Peru en de Guyana's.